# Вестмонт (Калифорнија)
Вестмонт (енгл. Westmont) насељено је место без административног статуса у америчкој савезној држави Калифорнија.

## Демографија
По попису из 2010. године број становника је 31.853, што је 230 (0,7%) становника више него 2000. године.
| Група             | 2000.          | 2010.          |
| Белци             | 381 (1,2%)     | 324 (1,0%)     |
| Афроамериканци    | 18.336 (58,0%) | 16.262 (51,1%) |
| Азијати           | 120 (0,4%)     | 126 (0,4%)     |
| Хиспаноамериканци | 12.499 (39,5%) | 14.871 (46,7%) |
| Укупно            | 31.623         | 31.853         |